# Vermandois

Escudo de armas del condado de Vermandois.

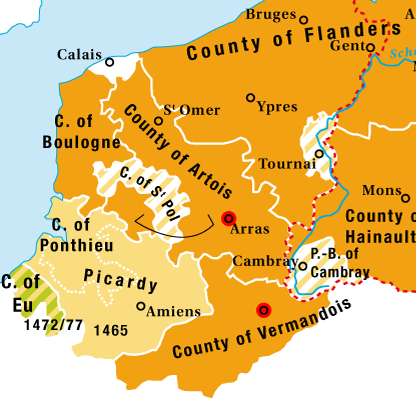
Vermandois 1465–1477

Vermandois fue un condado francés que se formó durante el periodo merovingio. En el siglo X se organizó alrededor de dos dominios: San Quintín (Aisne) y Péronne (Somme). Pipino I de Vermandois fue el primero de los condes que lo gobernaron, y era descendiente en línea masculina directa del emperador Carlomagno. Fue más famoso su nieto, Herberto II de Vermandois (902-943), conocido por su falta de escrúpulos y por haber sido capaz de incrementar considerablemente el poder territorial de la casa de Vermandois. Herberto mantuvo cautivo al legítimo rey Carlos III de Francia durante seis años. Herberto II era hijo de Herberto I, señor de Péronne y San Quintín que había muerto asesinado en 902 en una conspiración instigada por Balduino II de Flandes. Sus sucesores, Adalberto I, Herberto III, Alberto II, Otto y Herberto IV no resultaron tan significativos desde el punto de vista histórico.
En 1077, el último conde de la primera casa de Vermandois, Herberto IV, recibió el condado de Valois gracias a un enlace matrimonial. Su hijo Otto fue desheredado por el Consejo de Barones de Francia, y el condado fue entregado a su hermana Adela, cuyo primer marido fue Hugo I de Vermandois, apodado Hugo el Grande, hermano del rey Felipe I de Francia. Hugo fue uno de los líderes de la Primera Cruzada, y murió en 1102 en Tarso, Cilicia. El hijo mayor de Hugo y Adela fue Raúl (Rodolfo) I (c. 1120-1152), que se casó con Alix, hermana de la reina Eleanor, y tuvo tres hijos: Raúl (Rodolfo) II (conde entre 1152-1167); Isabel, que entre 1167 y 1183 gobernó conjuntamente con su esposo Filipo de Alsacia los condados de Vermandois, Valois y Amiens; y Eleanor.
Bajo los términos del tratado concluido en 1185 con el rey Felipe II de Francia, el condado de Flandes se quedó con el condado de Vermandois hasta su muerte, en 1191. En esa fecha, un nuevo acuerdo dio a Eleanor (muerta en 1213) un usufructo vitalicio sobre la parte oriental de Vermandois, así como el título de condesa de San Quintín, quedando el resto del condado (Péronne) a cargo del rey.